# Jan Brink
Jan-Erik Christer Brink, född 26 augusti 1960 i Hörby, är en svensk dressyrryttare. Vid sidan om ryttarkarriären är Jan Brink affärsman och har grundat mångmiljonföretaget Tullstorp Dressage Stable i Hässleholm.

## Biografi
Jan Brink föddes 1960 i Hörby. Han började som ung att spela ishockey och deltog bland annat i turneringen TV-pucken, men gick sedan över till ridningen på heltid. Som 13-åring fick Brink sin första häst, ett två år gammalt korsningssto som hette Nepita. Brink började tävla med Nepita som 15-åring i banhoppning och fortsatte att tävla i hoppning och även fälttävlan. 1976 antogs han på Flyinges vinterutbildning. 1977 fick Brink delta i Flyinges uppvisningar och blev erbjuden en anställning vid stuteriet på Flyinge kungsgård. På stuteriet arbetade han som stallbetjänt med den obligatoriska uniformen. 
Jan Brink tränade sedan hos dressyrtränaren George Theodorescu i Tyskland och började tävla framgångsrikt i dressyr. Han blev även känd för sina framgångar som affärsman, bland annat genom att starta Tullstorp Dressage Stable tillsammans med Bruno Albinsson i ett gammalt torp med tillhörande kostall utanför Hässleholm. Idag är Tullstorp Dressage Stable ett globalt företag i mångmiljonklassen där man tränar, berider och utvecklar hästar. 2005 tilldelades han Sydsvenska Dagbladets pris Skånebragden.
År 2007 gifte sig Jan Brink med Catharina Svensson, en dansk advokat och vinnare av tävlingen Miss Earth år 2001.
Initiativet för dressyr fick han från sin tränare Niclas Alaniemi

## Meritlista
- 2004: OS: 6:a lag, 7:a ind
- 2003: EM: 2:a ind. SM: 1:a ind
- 2002: VM: 7:a lag, 13:e ind
- 2001: SM: 1: ind
- 2000: OS: 9:a lag, 40:e ind
- 1999: SM: 7:a ind.
- 1997: EM: 3:a lag
- Ligger tvåa på världsrankingen i dressyr.
- Placerade sig på 1:a plats i Världscupskvalet år 2002 i Göteborg.
- Har topplaceringar i internationell dressyr (10 guldmedaljer, 11 silvermedaljer och 7 bronsmedaljer)
- Innehar tre stycken SM-guld (2001, 2002, 2003)
- Har tagit 4 st championtecken, Årets Dressyryttare (1999, 2000, 2001, 2002)
- Rankad 1:a på årslistan 4 år i rad (1999-2002)
- Sexfaldig Svensk mästare (2001, 2002, 2003, 2005, 2006, 2007
- Skånebragden 2005

## Topphästar
- Martini 744 (född 1984), brunt Svenskt varmblod e:Marino 554
- Björsells Fontana, brunt Svenskt varmblod e:Martini 744
- Björsells Briar 899 (född 1991), fuxfärgat svenskt halvblod e:Magini